# Aristobul I de Judea
Aristobul I de Judea, de naixement Judà ben Joan (llatí: Aristobūlus, en grec antic: Ἀριστόβουλος, «Aristóboulos») fou un príncep de Judea, el fill gran de Joan Hircà.
L'any 110 aC se l'esmenta juntament amb el seu germà Antígon, dirigint el setge de Samaria que va ser destruïda el 109 aC. L'any 107 aC (o potser el 104 aC) Hircà va morir i Aristobul es va proclamar rei de Judea, essent la primera vegada que un dirigent jueu prenia aquest títol des de la captivitat de Babilònia.
Per assegurar el seu poder va empresonar tots els seus germans menys Antígon, i va matar també la seva mare a la qual el difunt Hircà havia encomanat el govern en testament. Encara que Antígon era el seu germà preferit no va trigar a matar-lo també en sospitar que conspirava contra ell, instigat per la reina i els seus partidaris. Després es va posar malalt segons sembla pels remordiments que tenia pels seus crims. La malaltia es va considerar un càstig diví. La malaltia es va agreujar fins a causar-li la mort l'any 106 aC (o potser el 103 aC). En el seu breu regnat va sotmetre els itureus als que va obligar a adoptar la llei jueva. Per la seva proximitat als grecs fou conegut com a Filohel·len (Φιλέλλην).
Es va casar amb Salomé Alexandra, germana de Simeó ben Shetach, cap del Sanedrí, que a la mort d'Aristobul es va casar amb el seu germà Alexandre Janeu.